# Тадо
Тадо (исп. Tadó) — город и муниципалитет на западе Колумбии, на территории департамента Чоко. Входит в состав субрегиона Сан-Хуан.

## История
Поселение, из которого позднее вырос город, было основано 19 марта 1533 года. Муниципалитет Тадо был выделен в отдельную административную единицу в 1857 году.

## Географическое положение

Муниципалитет Тадо

Город расположен в юго-восточной части департамента, к западу от горного хребта Западная Кордильера, на берегах реки Сан-Хуан, на расстоянии приблизительно 47 километров к юго-юго-востоку (SSE) от города Кибдо, административного центра департамента. Абсолютная высота — 75 метров над уровнем моря.
Муниципалитет Тадо граничит на севере с территорией муниципалитета Багадо, на северо-западе — с муниципалитетом Сертеги, на западе — с муниципалитетом Уньон-Панамерикана, на юго-западе — с муниципалитетом Истмина, на юге — с муниципалитетами Рио-Иро и Сан-Хосе-дель-Пальмар, на востоке — с территорией департамента Рисаральда. Площадь муниципалитета составляет 878 км².

## Население
По данным Национального административного департамента статистики Колумбии, совокупная численность населения города и муниципалитета в 2015 году составляла 18 906 человек.
Динамика численности населения муниципалитета по годам:
| 2005   | 2006   | 2007   | 2008   | 2009   | 2010   | 2011   | 2012   | 2013   | 2014   | 2015   |
| ------ | ------ | ------ | ------ | ------ | ------ | ------ | ------ | ------ | ------ | ------ |
| 18 041 | 18 161 | 18 248 | 18 327 | 18 412 | 18 504 | 18 586 | 18 670 | 18 752 | 18 836 | 18 906 |

Согласно данным переписи 2005 года мужчины составляли 48,3 % от населения Тадо, женщины — соответственно 51,7 %. В расовом отношении негры, мулаты и райсальцы составляли 85,7 % от населения города; индейцы — 10 %; белые и метисы — 4,3 %.
Уровень грамотности среди всего населения составлял 81,6 %.

## Экономика
Основу экономики Тадо составляют сельское хозяйство и добыча полезных ископаемых.
60,7 % от общего числа городских и муниципальных предприятий составляют предприятия торговой сферы, 26,6 % — предприятия сферы обслуживания, 10,3 % — промышленные предприятия, 2,4 % — предприятия иных отраслей экономики.

## Транспорт
Через город проходит национальное шоссе № 50 (исп. Ruta Nacional 50).